# Xavier Chavalerin
Xavier Chavalerin (Villeurbanne, 7 de marzo de 1991) es un futbolista francés que juega de centrocampista en el E. S. Troyes A. C. de la Ligue 2.

## Trayectoria
Chavalerin comenzó su carrera deportiva en el Olympique de Lyon "II" en el año 2010. En 2012 fichó por el Tours F. C., en un partido de la Ligue 2 frente al A. S. Mónaco.
En 2015 fichó por el Red Star, que abandonó en 2017 para fichar por el Stade de Reims, de la Ligue 2 también. En esa misma temporada el club logró el ascenso a la Ligue 1.

## Clubes
| Club                   | País    | Año       |
| ---------------------- | ------- | --------- |
| Olympique de Lyon "II" | Francia | 2010-2012 |
| Tours F. C.            | Francia | 2012-2015 |
| Red Star F. C.         | Francia | 2015-2017 |
| Stade de Reims         | Francia | 2017-2021 |
| E. S. Troyes A. C.     | Francia | 2021-     |

## Palmarés

### Títulos nacionales
| Título  | Club           | País    | Año  |
| ------- | -------------- | ------- | ---- |
| Ligue 2 | Stade de Reims | Francia | 2018 |